# Список призерів Європейських ігор
Призери Європейських ігор — виключно ті спортсмени, що вигравали медалі будь-якого ґатунку на найпрестижніших[джерело?] європейських спортивних змаганнях — Європейських іграх.

## Перелік спортсменів — призерів Європейських ігор
| Позиція              | Прізвище та ім'я особи | Дата народження     | Дата смерті                           | Місце народження                                      | Роки участі в іграх | Країна, яку представляв          | Вид спорту                                    | Дисципліни | Загальна кількість медалей | Кількість золотих медалей | Кількість срібних медалей | Кількість бронзових медалей | Період виступів | Фото |
| -------------------- | ---------------------- | ------------------- | ------------------------------------- | ----------------------------------------------------- | ------------------- | -------------------------------- | --------------------------------------------- | --- | -------------------------- | ------------------------- | ------------------------- | --------------------------- | --------------- | ---- |
| 1                    | Аріна Опьонишева       | 24 березня 1999     | Російська Федерація                   | Зеленогірськ, Красноярський край, Російська Федерація | 2015                |                                  | Плавання                                      | 100, 200м, 400 м,вільний стиль, комбінована естафета 4×100, 4×100 та 4×200 метрів естафета, вільний стиль, жінки               | 8                          | 7                         | 1                         | 0                           | 2015-           |      |
| 2                    | Марія Каменєва         | 24 травня 1999      | Російська Федерація                   | Оренбург, Оренбурзька область, Російська Федерація    | 2015                |                                  | Плавання                                      | 50, 100 м плавання на спині, 50, 100 м, вільний стиль, комбінована естафета 4×100, 4×100 метрів естафета, вільний стиль, жінки | 9                          | 6                         | 1                         | 2                           | 2015-           |      |
| 3                    | Поліна Єгорова         | 25 лютого 2000      | Російська Федерація                   | , Башкортостан, Російська Федерація                   | 2015                |                                  | Плавання                                      | 50, 100, 200м плавання на спині, 50, 100 м батерфляй, 4×100 метрів естафета, вільний стиль, жінки                              | 6                          | 6                         | 0                         | 0                           | 2015-           |      |
| 4                    | Йоланда Нефф           |                     |                                       | , ,                                                   | 2015                | Швейцарія                        | маунтінбайк                                   | крос-кантрі | 1                          | 1                         | 0                         | 0                           | 2015-           |      |
| 5                    | Нікола Шпіріг          | 7 лютого 1982       |                                       | Вінкель, , Швейцарія                                  | 2015                | Швейцарія                        | Тріатлон                                      | Ідивідуальна першість серед жінок                                                                                              | 1                          | 1                         | 0                         | 0                           | 2015-           |      |
| 6                    | Ніно Шуртер            |                     |                                       | Терснаус, Граубюнден, Швейцарія                       | 2015                | Швейцарія                        | маунтінбайк                                   | крос-кантрі | 1                          | 1                         | 0                         | 0                           | 2015-           |      |
| 7                    | Анісія Неборако        | 10 січня, 1997      |                                       | Москва, Російська Федерація                           | 2015                | Російська Федерація              | Синхронне плавання                            | Дуети, командна першість, індивідуальна першість                                                                               | 3                          | 3                         | 0                         | 0                           | 2015-           |      |
| 8                    | Серап Оцелік           | 18 лютого 1988 року |                                       | Сіслі, , Туреччина                                    | 2015                | Туреччина                        | карате                                        | куміте вагова категорія до 60 кг серед жінок                                                                                   | 1                          | 1                         | 0                         | 0                           | 2015-           |      |
| 9                    | Дам'єн Х'юго Квінтеро  | 4 липня 1984        |                                       | Буенос-Айрес, , Аргентина                             | 2015                | Іспанія                          | карате                                        | ката серед чоловіків | 1                          | 1                         | 0                         | 0                           | 2015-           |      |
| 10                   | Фірдовсі Фарзалієв     | 10 липня 1993       |                                       | Абсерон, , Азербайджан                                | 2015                | Азербайджан                      | Спортивна гімнастика                          | куміте вагова категорія до 60 кг серед чоловіків                                                                               | 1                          | 1                         | 0                         | 0                           | 2015-           |      |
| 11                   | Рафаель Агаєв          | 4 березня 1985      |                                       | Сумгаїт, , Азербайджан                                | 2015                | Азербайджан                      | карате                                        | куміте вагова категорія до 75 кг серед чоловіків                                                                               | 1                          | 1                         | 0                         | 0                           | 2015-           |      |
| 12                   | Віктор Лебедєв         | 10 березня1988      |                                       | , , Російська Федерація                               | 2015                | Російська Федерація              | греко-римська боротьба                        | вагова категорія до 57 кг | 1                          | 1                         | 0                         | 0                           | 2015-           |      |
| 13                   | Степан Марянян         | 21 вересня 1991     |                                       | , Краснодарський край, Російська Федерація            | 2015                | Російська Федерація              | греко-римська боротьба                        | вагова категорія до 59 кг | 1                          | 1                         | 0                         | 0                           | 2015-           |      |
| 14                   | Расул Чунаев           | 7 січня 1991        |                                       | , ,                                                   | 2015                | Азербайджан                      | греко-римська боротьба                        | вагова категорія до 71 кг | 1                          | 1                         | 0                         | 0                           | 2015-           |      |
| 15                   | Євген Салєєв           | 19 січня 1989       |                                       | , , Російська Федерація                               | 2015                | Російська Федерація              | греко-римська боротьба                        | вагова категорія до 80 кг | 1                          | 1                         | 0                         | 0                           | 2015-           |      |
| 16                   | Іслам Магомедов        | 8 лютого1991        |                                       | Мюрего, Дагестан, Російська Федерація                 | 2015                | Російська Федерація              | греко-римська боротьба                        | вагова категорія до 98 кг | 1                          | 1                         | 0                         | 0                           | 2015-           |      |
| 17                   | Артем Сурков           | 15 жовтня 1993      |                                       | , Російська Федерація                                 | 2015                | Російська Федерація              | греко-римська боротьба                        | вагова категорія до 66 кг | 1                          | 1                         | 0                         | 0                           | 2015-           |      |
| 18                   | Давіт Чакветадзе       | 18 жовтня 1992      |                                       | Москва, Російська Федерація                           | 2015                | Російська Федерація              | греко-римська боротьба                        | вагова категорія до 88 кг | 1                          | 1                         | 0                         | 0                           | 2015-           |      |
| 19                   | Віталій Бубнович       | 12 листопада 1974   |                                       | Гродно, Гродненська область, Білорусь                 | 2015                | Білорусь                         | кульова стрільба                              | стрільба з пневматичної гвинтівки, 10 м                                                                                        | 2                          | 1                         | 0                         | 1                           | 2015-           |      |
| 20                   | Василь Киріенко        | ,                   |                                       | , , Білорусь                                          | 2015                | Білорусь                         | шосейний велоспорт                            | індивідуальна гонка с роздельним стартом                                                                                       | 1                          | 1                         | 0                         | 0                           | 2015-           |      |
| 20\|Марина Литвинчук | 12 березня, 1988       |                     | Сотничі, Гомельська область, Білорусь | 2015                                                  | Білорусь            | Веслування на байдарках та каное | Каное-двійка та 200 м, каное-одиночка, 5000 м | 2 | 2                          | 0                         | 0                         | 2015-                       |                 |      |
| 21                   | Олег Верняєв           | 29 березня, 1993    |                                       | Донецьк, , Україна                                    | 2015                | Україна                          | Спортивна гімнастика                          | командна першість, багатоборство                                                                                               | 3                          | 2                         | 1                         | 0                           | 2015-           | mini |
| 22                   | Георгій Іваницький     | 06 травня 1992      |                                       | , , Україна                                           | 2015                | Україна                          | стрільба з лука                               | командна першість серед чоловіків, мікст                                                                                       | 2                          | 1                         | 0                         | 1                           | 2015-           |      |
| 23                   | Аліна Махиня           |                     |                                       | , , Україна                                           | 2015                | Україна                          | вільна боротьба                               | вагова категорія до | 1                          | 1                         | 0                         | 0                           | 2015-           |      |
| 24                   | Маркіян Івашко         | 15 травня 1979      |                                       | , , Україна                                           | 2015                | Україна                          | стрільба з лука                               | командна першість серед чоловіків                                                                                              | 1                          | 1                         | 0                         | 0                           | 2015-           |      |
| 25                   | Віктор Рубан           | 24травня 1981       |                                       | , , Україна                                           | 2015                | Україна                          | стрільба з лука                               | командна першість серед чоловіків                                                                                              | 1                          | 1                         | 0                         | 0                           | 2015-           | mini |
| 26                   | Андрій Хлопцов         |                     |                                       | , , Україна                                           | 2015                | Україна                          | плавання                                      | батерфляй, 50м | 1                          | 1                         | 0                         | 0                           | 2015-           |      |
| 27                   | Андрій Ягодка          |                     |                                       | , , Україна                                           | 2015                | Україна                          | фехтування                                    | шабля, індивідуальна першість                                                                                                  | 1                          | 1                         | 0                         | 0                           | 2015-           |      |
| 28                   | Олег Степко            | 23 березня          |                                       | Запоріжжя, Запорізька область, Україна                | 2015                | Азербайджан                      | Спортивна гімнастика                          | Командна першість серед чоловіків, паралельні бруса, багатоборство, кінь, опорний стрибок                                      | 5                          | 1                         | 0                         | 0                           | 2015-           |      |
| 29                   | Микола Куксенков       |                     |                                       | , , Україна                                           | 2015                | Російська Федерація              | Спортивна гімнастика                          | Командна першість серед чоловіків                                                                                              | 1                          | 1                         | 0                         | 0                           | 2015-           |      |
| 30                   | Марія Стадник          |                     |                                       | , , Україна                                           | 2015                | Азербайджан                      | вільна боротьба                               | вагова категорія до | 1                          | 1                         | 0                         | 0                           | 2015-           |      |
| 31                   | Дмитро Овчаров         | 2 вересня 1988      |                                       | Київ, Україна                                         | 2015                | Німеччина                        | настільний теніс                              | Індивідуальна першість | 1                          | 1                         | 0                         | 0                           | 2015-           |      |
| 32                   | Ірина Зарецька         | 4 березня 1996      |                                       | Черновидська, , Україна                               | 2015                | Азербайджан                      | вільна боротьба                               | вагова категорія до | 1                          | 1                         | 0                         | 0                           | 2015-           |      |
| 33                   | Денис Каліберда        | 24 червня 1990      |                                       | Полтава,Полтавська область, Україна                   | 2015                | Німеччина                        | волейбол                                      | Командна першість серед чоловіків                                                                                              | 1                          | 1                         | 0                         | 0                           | 2015-           |      |
| 34                   | Дімітрій Тимочко       |                     |                                       | , , Україна                                           | 2015                | Україна                          | греко-римська боротьба                        | вагова категорія до 98 кг | 1                          | 0                         | 1                         | 0                           | 2015-           |      |
| 35                   | Франк Штеблер          | 27 червня,1989      |                                       | Бьоблинген, Баден-Вюртемберг, Німеччина               | 2015                | Німеччина                        | греко-римська боротьба                        | вагова категорія до 71 кг | 1                          | 0                         | 0                         | 1                           | 2015-           |      |